# Давід Мартін (ватерполіст)
Давід Мартін (ісп. David Martín, 2 січня 1977) — іспанський ватерполіст.
Учасник Олімпійських Ігор 2008, 2012, 2020 років. Срібний медаліст Чемпіонату світу з водних видів спорту 2009 року, бронзовий медаліст Чемпіонату світу з водних видів спорту 2007 року.